# Sent Bertomiu de Belagarda
Sent Bertomiu de Belagarda (en francès Saint-Barthélemy-de-Bellegarde) és un municipi francès situat al departament de la Dordonya i a la1regió de la Nova Aquitània.

## Demografia
| 1962                                       | 1968 | 1975 | 1982 | 1990 | 1999 | 2007 |
| ------------------------------------------ | ---- | ---- | ---- | ---- | ---- | ---- |
| 484                                        | 372  | 401  | 451  | 408  | 464  | 504  |
| Des de 1962: població sense dobles comptes |      |      |      |      |      |      |

## Administració
| Període   | Identitat        | Partit |
| --------- | ---------------- | ------ |
| 1995-2008 | Maurice Ruelle   |        |
| 2008-     | Brigitte Cabirol |        |